# 오이코스 대학교
오이코스 대학교(Oikos University)는 미국 캘리포니아주 오클랜드에 위치한 개신교계의 사립학교로 인준받은 정규종합대학이다.

## 역사
2004년 설립되어, 설립자 및 총장은 김종인 박사이다. 신학대학, 음악대학, 경영대학 및 예술대학이 있다.

### 2012년 난사 사건
2012년 4월 2일 대학 캠퍼스에서 총이 난사되어 7명이 사망하고, 3명이 부상했다. 경찰은 바로 43세의 한국계 남성을 체포했다. 남성은 2011년 말까지 간호학과 학생이였다. 해당 남성은 캘리포니아 주립 교도소 내에서 사망했으나 원인을 알 수 없다.

## 인가
오이코스대학은 2016년 4월 19일, 미교육성과 고등교육위원회가 인정한 학위인증 기관인 TRACS (Transnational Association of Christian Colleges and Schools)로부터 정규대학으로 최종 승인을 받았다.또한 캘리포니아 간호위원회에 의해 승인되었다. 2011년에, 대학은 침술을 교육하기 위하여 건강 관리 의학 연구소의 승인을 신청했다.